# Ахенский устав
Ахенский устав (лат. Institutio canonicorum Aquisgranensis, IC) — свод правил поведения, принятый на Ахенском соборе 816 года для каноников Каролингской империи. В Ахенском уставе получили развитие идеи более раннего Устава Хродеганга Мецкого. Наряду с уставом святого Августина считается одним из первых документов, регулирующих жизнь регулярных каноников. Ахенский устав стал частью обширной программы церковных реформ, предпринятой в начале царствования императора Людовика Благочестивого.

## История создания
Начиная с середины VIII века усилилось движение за признание устава святого Бенедикта («Regula Benedicti», RB) как единственного свода правил для монастырей государства Каролингов. Однако ни решения, принятые на синодах под председательством святого Бонифация, ни подтвердивший применимость устава закон Карла Великого 789 года, ни постановление рейхстага 802 года не смогли изменить ситуацию с уклонением монастырей от внедрения бенедиктинского устава. В 813 году реформа обсуждалась на пяти поместных соборах — в Майнце, Реймсе, Туре, Шалоне и Арле. Соборы в Туре и Майнце постановили, что все монастыри империи должны следовать уставу Бенедикта, а собор в Реймсе даже потребовал от аббатов ознакомиться с их текстом. В то же время стало понятно, что бенедиктинский устав принят далеко не везде, и многие древние монастыри имеют собственные традиции. Основным проблемным вопросом была судьба личной собственности монахов, и ряд почтенных обителей (Сен-Дени, святого Мавра, Ставло-Мальмеди) предпочти перейти в ordo canonicorum, её допускавший. Другие монастыри не были готовы к унификации устава и придерживались смешанного устава (regula mixta). Противоположная тенденция начала распространяться из Септимании, где гот Витица, принявший имя Бенедикт, начал пропагандировать принципы единства устава (una regula) и обычая (una consuetudo). Поддерживая деятельность Бенедикта, Людовик Благочестивый дал аббату Корнелимюнстера полномочия на реформирование монастырей своей части королевства. Обширный перечень реформированных Бенедиктом монастырей приведён в источнике середины IX века Notitia de servitio monasteriorum.
«Institutio canonicorum» был принят на Ахенском соборе 816 года, заменив созданный в середине VIII века устав Хродеганга («Regula Canonicorum», RC). Ахенский устав не цитирует напрямую своего предшественника, но также опирается на устав святого Бенедикта. Автор устава не известен, некоторые исследователи на основе не очень точного утверждения хроники Адемара Шабанского предполагают, что им был епископ Амаларий Мецкий. Выдвигалось также предположение об авторстве бенедиктинского монаха Ансегиза из Сен-Вандриля. Ахенский устав существенно обширнее RC и состоит из 145 глав. Документ начинается с пролога, описывающего цели разработки нового устава. Поскольку авторы пишут об отсутствии единого руководства для общинной жизни духовенства, можно предположить, что они не были знакомы с RC. Также в прологе говорится о том, что император предоставил участникам собора доступ к своей библиотеке для изучения трудов Отцов церкви, а по завершении работы ознакомился с полученным результатом и одобрил его. Принятие устава для каноников было частью обширной программы церковных и монашеских реформ, продолженной последующими Ахенскими соборами. На следующем, состоявшемся в 817 году, были приняты предназначенное для монахов общее руководство «Capitulare Monasticum» и «Capitulare Ecclesiasticum» для не регулярного духовенства.

## Содержание
Первые 38 глав включают извлечения из патристической литературы на тему поведения духовенства. Несмотря на доступ к императорской библиотеке, число цитируемых авторов не велико. Из трудов Исидора Севильского использованы «Libri Sententiarum» и «De Ecclesiasticis Officiis», из Иеронима Стридонского — комментарий на Послание к Титу и письма, проповеди Августина, Григория Великого в изложении испанского епископа Тайо и «De vita contemplativa» Юлиана Померия, приписанная Просперу Аквитанскому. Согласно Исидору приводится восемь степеней посвящения: привратник, чтец, экзорцист, аколит, субдиакон, священник и епископ (гл. 1—8). Далее приводятся высказывания Иеронима (гл. 10—11), Августина (гл. 12) и Григория (гл. 13—14) об избрании и образе жизни епископов, за чем следует 10 глав с отрывками об обязанностях пробста. Главы с 26 по 38 посвящены возможным злоупотреблениям со стороны епископов.
Второй раздел состоит из решений церковных соборов (гл. 39—91) и папских постановлений (гл. 92—93). Каноны соборов, начиная с Никейского 325 года, по-видимому, взяты из полученного Карлом Великим от папы Адриана I в 774 году сборника Dionysio-Hadriana. В IC включены каноны, запрещающие клирикам посещать публичные дома (гл. 60, 90), устраивать пиры в церкви (гл. 59, 80) и запрещающие разграблять дома епископов после их смерти (гл. 88). В главах 94—98 на материале писем Иеронима разъясняются различия между клирик и монахами. Фактически, различие сводится к возможности для первых владеть собственностью и не жить в общинах. Две главы на основе Исидора толкуют вопрос в более общих понятиях, после чего в нескольких главах на основе Григория (гл. 102—105) говорится о пастырских обязанностях. Бедность клириков обосновывается текстами псевдо-Проспера (гл. 106—111) — клирик не обязан отказываться от имущества, но владея собственностью, он не может получать поддержку от церкви. Ту же мысль подтверждают проповеди Августина об обычаях священниках Гиппона, отказывавшихся от имущества в пользу епископа (гл. 112—113). Вероятно, данное добавление касалось только монахов.
После вводных глав начинается собственно устав, однако в современных изданиях нумерация глав идёт непрерывно. Он состоит из 32 глав и начинается с пространного вступления, практически полностью составленного из цитат из Нового Завета, разъясняющих различия между монахами и мирянами (гл. 114). Следующая глава разъясняет основные различия между монахами и канониками. Глава 116 подчёркивает важность скрупулёзного учёта церковного имущества, из которого осуществляется поддержка духовенства и неимущих. Последующие разделы дают указания относительно обустройства обители (клуатра) (гл. 117) и подбору её насельников (гл. 118—119) — их не должно быть слишком много. Автор предостерегает от набора исключительно из несвободных церковных крестьян (familia), и предлагает принимать также дворян, чтобы подчинение церковной дисциплине не было обусловлено одним лишь страхом наказания. В главе 120 повторяются предписания из устава Хродеганга о распоряжении доходами и имуществом (RC, гл. 31—32). Существенно иными являются правила распределения пищи. Тогда как у Хродеганга (RC, гл. 22—23) выдаваемые количества еды и пить поставлены в зависимость от старшинства, авторы Ахенского устава всем предписали равные количества с вариациями, зависящими от богатства местности (гл. 121). Глава 122, написанная, вероятно, под влиянием императора, устанавливает для каждого каноника норму в пять пинт вина в день, которое может быть разбавлено пивом в случае недостатка вина. Глава также содержит таблицу перевода единиц измерения для разных городов и провинций. В ходе Григорианской реформы XI века данный пункт устава подвергался наибольшей критике. Не менее важно и духовное окормление каноников, чему должны способствовать ежедневные собрания капитула, общие дормитории и рефектории (гл. 123). Две главы (гл. 124—125) посвящены одежде, но без детальных инструкций и требований к единообразию. Каноники должны сами заботиться о своей одежде, но в то же время не рекомендуется следовать моде или подражать внешнему виду монахов. Пять глав о литургии часов (гл. 126—130) буквально заимствованы из «De ecclesiasticis officiis» Исидора Севильского (книга II, гл. 19—23). Далее две оригинальные главы детализирую дисциплинарные правила во время оффиций, а глава 133 посвящена чтецам и певчим. Две главы 134 и 135, руководствуясь изложенными в Мф. 18:13—17 принципами, подробно рассматривают вопрос о наказаниях. Возможными мерами воздействия названы пост на хлебе и воде, исключение из общинной жизни, телесные наказания, если позволяет возраст, заключение и изгнание из общины, что в целом соответствует правилам Хродеганга (RC, гл. 12—19). В главе 136 о дормитории даётся указание размещать мальчиков отдельно от взрослых, что противоположно правилу RC. В длинной главе 137 описаны обязанности певчих.
Ряд глав посвящён должностным лицам каноников (praelati), начиная со старших. В соответствии с уставом Бенедикта, избрание руководства общины, как минимум, декана и приора, доверяется самим каноникам. Должность пробста (praepositus) определена как имеющая только вспомогательные полномочия (гл. 139), что, видимо, обосновывается скептическим отношением к данной должности в уставе Бенедикта (RB, гл. 65). Понимание обязанностей келаря как начальника над слугами в Ахенском уставе ближе к бенедиктинскому (гл. 140). В главе 141 говорится об ответственности за приём странников и помощь бедным — эти учреждения не яваляются частью обители, но каноники должны им регулярно уделять внимание. В главе 142 об уходе за больными вскользь говорится, что каноники могут получать уход в отдельных помещениях, что уставом Хродеганга не допускалось, для всех остальных мог быть обустроен инфирмарий. Две главы о привратниках (гл. 143—144) и сохранности обители подтверждают недопустимость допуска женщин на территорию общины, но разрешают входить мирянам, например, слугам и поварам, в противоположность уставу Хродеганга (RC, гл. 3). Последняя глава кратко излагает основные положения документа.

## Распространение
Полный текст Ахенского устава включал также пояснительное послание императора к не присутствовавшим на Ахенском соборе архиепископам империи. Сохранилось два подобных письма — к Сикарию Бордосскому и Арно Зальцбургскому, немного различающиеся между собой. Император объясняет, что он послал своих миссов с текстом устава с тем, чтобы архиепископы провели в своих архиепархиях синоды, на которых устав был бы зачитан и разъяснён. Копии должны были быть разосланы каждому епископу и пробсту, в чём имперский посланец обязан был убедиться. Согласно подсчётам немецкого историка Хуберта Мордека, сохранилось 136 рукописей Устава, из них 71 полная. Большое число рукописей, из которых 25 датируются IX веком, свидетельствуют о широком распространении устава. С другой стороны, принятие нового устава происходило в империи не равномерно и, как показал Рудольф Шиффер, к востоку от Рейна он стал систематически применяться только к началу XI века. Напротив, Устав был хорошо известен на западе, и отдельные его главы в IX веке комментировал Мартин Лаонский. Применение документа в Западной Франкии сопровождалось вытекающими из практики модификациями, в частности, особую роль в управлении общиной каноников приобрёл декан, а должность пробста либо полностью вышла из употребления либо значительно потерела в значении.
Устав неоднократно издавался в Новое время, его критическое издание было выполнено немецким историком Альбертом Вермингхофом («Die Beschlüsse des Aachener Concils in Jahre 816», 1901—1902 и «Concilia Aevi Karolini», 1906—1908) в рамках проекта Monumenta Germaniae Historica.